# Marks (Gemeinde Bad Leonfelden)
Marks ist der Name einer Einschicht in der Stadtgemeinde Bad Leonfelden im Mühlviertel in Oberösterreich.

## Lage
Die Einschicht hat die Adresse Dürnau 5. Sie gehört zur Ortschaft Dürnau, zur Katastralgemeinde Weigetschlag und zum Zählsprengel Bad Leonfelden-Umgebung. Sie liegt nahe der Staatsgrenze zu Tschechien auf einer Höhe von 835 m ü. A. im Böhmerwald.
Die Einzelsiedlung Marks befindet sich im Einzugsgebiet des Rechten Grenzbachs. Sie ist von drei Ökoflächen umgeben. Im Nordosten und Osten ist dies die 17.574 m² große Ökofläche Komplex Bergmähwiese/Bürstlingsrasen und Nasswiese, in der die Niedrige Schwarzwurzel und das Wald-Läusekraut gedeihen. Im Süden handelt es sich um die 37.520 m² große Ökofläche Magerwiese mit Niedermooranteil in der Dürnau, wo Orchideen wachsen. Die Ökofläche im Westen schließlich ist die 44.060 m² große Intensivierte Magerwiese mit Potenzial in der Dürnau, die übermäßig gedüngt und stellenweise verarmt ist.
Zwei schwere Wanderwege führen an der Einschicht vorbei: die 35 Kilometer lange Salzstraßen-Runde und die 18,7 Kilometer lange Grenzland-Runde. Außerdem gibt es mehrere Radtour-Strecken: die 47,9 Kilometer lange, mittelschwere Sternwald-Grenzland-Runde, die 29,6 Kilometer lange, schwere Vyšší-Brod-Runde und die 21,8 Kilometer lange, schwere Studánky-Runde. Die 26,4 Kilometer lange, mittelschwere Grenzenlosradel-Tour / Studanky ist für E-Bikes vorgesehen.

## Geschichte
Laut Theresianischem Gültbuch von 1750 kaufte ein Zimmermann namens Marx Kappl 1698 das Waldgrundstück und erbaute das bestehende Haus neu. Der Hof wurde im Josephinischen Lagebuch von 1787 und im alten Grundbuch der Jahre 1790 bis 1793 als Marxenhäusl genannt.